# The Aerosol Grey Machine
The Aerosol Grey Machine es el álbum debut del grupo inglés de rock progresivo Van Der Graaf Generator, editado en 1969.
El álbum fue pensado originalmente como un álbum en solitario del cantante y compositor principal de la banda, Peter Hammill. Cuando la agrupación firmó con el sello Charisma Records, se llegó a un acuerdo mediante el cual The Aerosol Grey Machine sería lanzado bajo el nombre de Van der Graaf Generator, a cambio de que Mercury liberara a Hammill de su contrato anterior.

## Lista de canciones
1. "Afterwards" (4:58)
2. "Orthenthian St." (Part I) (2:23)
3. "Orthenthian St." (Part II) (3:53)
4. "Running Back" (6:32)
5. "Into a Game" (5:56)
6. "Aerosol Grey Machine" (0:56)
7. "Black Smoke Yen" (1:18)
8. "Aquarian" (8:27)
9. "Necromancer" (3:30)
10. "Octopus" (7:41)
Lista de temas en la edición FIE! de 1997
1. "Afterwards" (4:58)
2. "Orthenthian St." (6:19)
3. "Running Back" (6:36)
4. "Into A Game" (6:57)
5. "Ferret & Featherbird" (4:34) 
6. "Aerosol Grey Machine" (0:46)
7. "Black Smoke Yen" (1:27)
8. "Aquarian" (8:21)
9. "Giant Squid" (3:19) 
10. "Octopus" (7:57)
11. "Necromancer" (3:30)

## Integrantes
- Peter Hammill - vocal principal, guitarra acústica
- Hugh Banton - órgano Farfisa, piano, percusiones, coros
- Keith Ellis - bajo
- Guy Evans - batería, percusiones

Músicos invitados:
- Jeff Peach - flauta en "Running Back"
- Chris Judge Smith - saxofón y vocales en "People You Were Going To", coros en "Firebrand"